# Zone de secours Rand
(nl) Hulpverleningszone Rand
La zone de secours Rand, en néerlandais hulpverleningszone Rand, est l'une des 34 zones de secours de Belgique et l'une des cinq zones de la province d'Anvers.

## Caractéristiques

### Communes protégées
La zone de secours  couvre les 21 communes suivantes: 
Boechout, Borsbeek, Brasschaat, Brecht, Edegem, Essen, Hove, Kalmthout, Kapellen, Kontich, Lint, Malle, Mortsel, Ranst, Schilde, Schoten, Stabroek, Wommelgem, Wuustwezel, Zandhoven et Zoersel.

## Casernes
Voir aussi: Liste des services d'incendie belges
La zone se compose de 20 casernes de pompiers appelés postes :
Borsbeek, Brasschaat, Brecht, Edegem, Essen, Kalmthout, Kapellen, Kontich, Lint, Oostmalle, Ranst, Schilde, Schoten, Sint Antonius, Sint Job, Westmalle, Wommelgem, Wuustwezel, Zandhoven et Zoersel.
L'une des deux casernes de la protection civile belge se trouve également sur le territoire de la zone : à Brasschaat, non d'Anvers et de son port.